# Liste der Ortspyramiden im Landkreis Sächsische Schweiz-Osterzgebirge
Die Liste der Ortspyramiden im Landkreis Sächsische Schweiz-Osterzgebirge enthält die im öffentlichen Raum und von öffentlicher Hand finanzierten und unterhaltenen großen Weihnachtspyramiden. Die Tabelle erhebt keinen Anspruch auf Vollständigkeit. Die ursprünglich für den häuslichen Gebrauch angefertigten Weihnachtspyramiden sind fester Bestandteil des Brauchtums im sächsischen Erzgebirge und werden seit den 1930er-Jahren auch als große Freilandpyramiden hergestellt. In vielen Orten wird jährlich das Pyramidenanschieben um den Ersten Advent feierlich begangen. Die meisten Pyramiden drehen sich bis Hochneujahr, in manchen Orten bis Lichtmess.

## Geschichte
Bis in die 1950er Jahre gab es im Erzgebirge ganze 10 Ortspyramiden, sie waren noch die Ausnahme. Die vermehrte Ausbreitung begann in den 1960er Jahren (16 neue Anlagen kamen hinzu) und in den 1970er Jahren (plus 58 neue Drehwerke). Nach der Wende, ab 1990 begann ein wahrer Boom – fast jeder Ort im West- und Osterzgebirge baute sich eine Ortspyramide, deren Einweihung dann jeweils festlich begangen wurde. Die Anzahl der Ortspyramiden im Erzgebirgskreis betrug Ende des Jahres 2014 150 Stück. Hinzu kommen die vielen Anlagen im Osterzgebirge (Landkreis Sächsische Schweiz-Osterzgebirge) und in weiteren Städten in ganz Deutschland. Das waren Ende 2014 mindestens noch einmal 69 Stück.

## Aktuelle Ortspyramiden
| Abbildung                             | Ort                                      | Standort                                                                                       | Baujahr      | Geschichte |
| ------------------------------------- | ---------------------------------------- | ---------------------------------------------------------------------------------------------- | ------------ | --- |
| Pyramide Altenberg                    | Altenberg (Erzgebirge)                   | Bahnhofsvorplatz 50° 48′ 4,23″ N, 13° 43′ 45,25″ O                                             | 2008         | Das Werk mit einem Drehkranz aus 10 Holzflügeln befindet sich auf dem Vorplatz zum Bahnhof Altenberg. Die ganzjährig aufgestellte Pyramide ist in vier Etagen aufgeteilt und mit gedrechselten und bunt bemalten Figuren bestückt. Auf dem unteren Drehteller bewegt sich ein Bergmannsorchester in typischer Tracht. Darüber stehen die heiligen drei Könige. In der dritten Etage ist die Krippenszene (Maria, Joseph, Jesus, Schaf) zu sehen und ganz oben drehen drei weiße Engelchen mit Posaunen ihre Runden. Die Pyramide, unten und in Höhe der dritten Etage mit je 4 elektrischen Leuchten in Kerzenform ausgerüstet, hat die Form eines Förderturms und erinnert somit an die bergmännische Tradition des Ortes. Ein Pyramidenanschub am Samstag vor dem ersten Advent „läutet“ die Weihnachtszeit ein. |
| Pyramide Altenberg                    | Altenberg (Erzgebirge)                   | Rathausstraße 50° 45′ 55,98″ N, 13° 45′ 25,84″ O                                               | vor 2011     | Diese fünfetagige Pyramide ist durch ein komplettes gläsernes Haus geschützt und steht ganzjährig mit ihren Figuren bestückt auf einem Platz in der Nähe der Kirche. Ein schiefergedecktes Walmdach mit Schlägel und Eisen auf der Spitze schließt das Häuschen (Maße etwa 2,50 m × 2,50 m, Höhe geschätzt 4 m) nach oben ab. |
|                                       | Bad Gottleuba-Berggießhübel              | Koordinaten fehlen! Hilf mit.                                                                  | 2016         | Der Gebirgsverein Bergknappschaft 1899 e. V. bereitet seit Dezember 2014 den Bau einer großen Ortspyramide vor. |
|                                       | Bad Schandau                             | Marktplatz 50° 55′ 3,19″ N, 14° 9′ 10,5″ O                                                     | vor 2010     | Die Pyramide wird jährlich zum Advent auf dem Marktplatz aufgebaut und feierlich angeschoben. |
|                                       | Bahretal                                 | Koordinaten fehlen! Hilf mit.                                                                  |              | |
|                                       | Bannewitz                                | auf dem Buswendeplatz Ecke Max-Dittrich- und Windbergstraße 50° 59′ 30,34″ N, 13° 12′ 43,45″ O |              | Das vieretagige Lichtwerk besteht aus Drehtellern im abgetreppten quadratischen Holzgestell, auf denen gedrechselte Figuren aufgesteckt werden. Die Pyramide wird nur während der Adventszeit aufgestellt, lagert ansonsten im kommunalen Bauhof. Die Mitarbeiter übernehmen auch den Auf- und Abbau. |
|                                       | Beerwalde (Klingenberg)                  | Koordinaten fehlen! Hilf mit.                                                                  | 1998         | Veretagige Pyramide. |
|                                       | Colmnitz (Klingenberg)                   | auf dem Weidegut                                                                               | vor 2005     | [ 6 ] [ 7 ] |
|                                       | Dippoldiswalde                           | vor dem Museum 50° 32′ 54,09″ N, 13° 39′ 33,42″ O                                              |              | Die Pyramide mit einem 10-teiligen Flügelkranz wurde nach der Wende von ortsansässigen Handwerkern gebaut und wird zur Adventszeit auf dem Markt aufgestellt. Ihre Form entspricht einem Förderturm und ihre vier Streben sind aus Metall gefertigt. Die flachen Figuren der ersten Etage zeigen das Märchen Hänsel und Gretel, auf dem zweiten Teller sind Hans im Glück, auf dem dritten Teller Hase und Igel, auf dem vierten wahrscheinlich das Tischlein deck dich dargestellt. Die fünfte Etage schmücken vier gedrechselte und musizierende Bergleute. Den jährlichen Anschub am Freitag vor dem ersten Advent organisieren die Stadtverwaltung und der Handels- und Gewerbeverein. Die Veranstalter wünschen sich, dass sich damit noch mehr „Dippser“ (=Kurzbezeichnung für die Dippoldiswalder) im Winter aus der Hütte locken lassen. |
|                                       | Dippoldiswalde                           | Am Markt 50° 53′ 47,27″ N, 13° 40′ 1,77″ O                                                     |              | Die zweite Pyramide, ebenfalls von ortsansässigen Handwerkern nach der Wende gebaut, aber mit hölzernen Streben versehen, nimmt die Märchenthematik der Anlage vor dem Museum auf und zeigt Schneewittchen und die sieben Zwerge, Frau Holle, eine weitere Etage mit einer Hexe und oben winterliche Tannenbäumchen. |
|                                       | Dippoldiswalde                           | am Lohgerber-Museum 50° 53′ 32,29″ N, 13° 40′ 0,02″ O                                          |              | Ein Bild aus dem Internet zeigt eine weitere Pyramide mit fünf Etagen im öffentlichen Raum in Dippoldiswalde. Hier sind auf dem untersten Teller die Weisen aus dem Morgenland angeordnet, darüber die bekannten Weihnachtsfiguren Bergmann und Engel als Leuchter, gefolgt von typischen sächsischen Gendarmen, darüber stehen Kurrende und ganz oben bewegt sich ein kleines Bergmannsorchester. |
|                                       | Dohma                                    | Koordinaten fehlen! Hilf mit.                                                                  |              | |
|                                       | Dohna                                    | Koordinaten fehlen! Hilf mit.                                                                  |              | |
|                                       | Dorfhain                                 | Koordinaten fehlen! Hilf mit.                                                                  |              | |
|                                       | Dürrröhrsdorf-Dittersbach                | Koordinaten fehlen! Hilf mit.                                                                  |              | |
| Ortspyramide Fördergersdorf           | Fördergersdorf (Tharandt)                | am Feuerwehrhaus der Freiwilligen Feuerwehr 50° 59′ 42,88″ N, 13° 32′ 33,32″ O                 | 1995         | Pyramide mit zwei Etagen. Auf der unteren Ebene befinden sich fünf Nussknacker, auf der obenen Ebene eine Kurrende. |
| Ortspyramide Freital                  | Freital                                  | am Neumarkt im Stadtteil Deuben 51° 0′ 1,65″ N, 13° 39′ 2,28″ O                                |              | Gestalt der Pyramide entspricht einer Kirchturmspitze, 5 Etagen. Historische Knappen, Handwerker, Bergarbeiter. |
|                                       | Fürstenau (Altenberg)                    | Vor dem alten Schulhaus                                                                        | 2009         | Vieretagige Stufenpyramide weiß lackiert und in Form immer kleiner werdender Hocker übereinander angeordnet. Das Bildhauerehepaar Julia und Klaus-Michael Stephan führte die künstlerische Gestaltung aus, die Antriebs- und Beleuchtungstechnik stammt von Manfred Kunicke. Die Ausgestaltung wird stetig erweitert, im Jahr 2013 kamen vier Figuren hinzu. Regelmäßig am ersten Adventswochenende findet das Pyramidenanschieben statt. |
|                                       | Geising (Altenberg)                      | Kirche 50° 45′ 32,26″ N, 13° 47′ 28,55″ O                                                      | 2010         | Die Idee zum Bau entstand 2008, der örtliche Handels- und Gewerbeverein Geising sowie der Erzgebirgszweigverein unterstützten sie. Nach Entwurf, Planerstellung und Modell begann im Frühjahr 2010 der Bau. Bemerkenswert sind die drei hölzernen gebogenen Stäbe des Gestells. Am 23. Dezember 2010 wurde sie erstmals feierlich angeschoben. Die Objekte und Figuren sind gedrechselt und bemalt. Auf dem unteren Teller sind ein Kind mit Schneemann, ein Biathlet, ein Skispringer, ein Curlingsportler und ein Skifahrer zu sehen. Darüber befinden sich drei Bergarbeiter mit einem Hunt, ein Nadelbaum, Kräuterweib und Holzfäller und zuoberst drehen Maria und Josef an der Krippe sowie zwei Kurrendesänger ihre Runden. |
| Ortspyramide Glashütte                | Glashütte                                | Vor Kirche St. Wolfgang 50° 51′ 8,09″ N, 13° 46′ 35,8″ O                                       |              | Die Pyramide mit einem 12flügeligen Rad besteht aus drei Etagen, weiß lackierten Stäben und einem türkisfarbenen viereckigen Haubendach. Sie ist mit Figuren typischer historischer Berufe bestückt. |
|                                       | Gohrisch                                 | Koordinaten fehlen! Hilf mit.                                                                  |              | |
|                                       | Goßdorf                                  | Standort: Dorfplatz                                                                            | 2017         | Die Pyramide in ihrer wendeltreppenartigen Form, stellt die fast 600-jährige Geschichte des Ortes mit 9 geschnitzten Figuren dar, die von Mitgliedern der Schnitzergruppe gefertigt wurden. Die Pyramide wird jährlich zur Adventszeit aufgebaut. |
| Ortspyramide Grund                    | Grund (Wilsdruff)                        | am Wendeplatz vor der Firma KNOX in Mohorn-Grund 50° 59′ 47,19″ N, 13° 28′ 21,27″ O            | 2001         | Der Bau der Stabpyramide begann im Frühjahr 2001 und dank vieler Sponsoren konnte die Pyramide am 1. Dezember 2001 erstmals feierlich angeschoben werden. Außerhalb der Adventszeit wird die Pyramide, betreut vom Heimatverein Grund, in einem benachbarten Gebäude abgestellt. Die Pyramide besteht aus vier Etagen. Auf der unteren Etage befinden sich Gebäude des Orts. Die beiden Etagen darüber sind mit Figuren bestückt, die ortstypischen Tätigkeiten nachgehen, u. a. auch Bergleuten. Auf dem obersten Teller ist eine Kurrende zu sehen. |
|                                       | Hartmannsdorf (Hartmannsdorf-Reichenau)  | Ehemalige Schule Hauptstraße 52 50° 49′ 47,33″ N, 13° 33′ 30,2″ O                              | 2004         | Die Schwibbogen-Pyramide entstand innerhalb kurzer Zeit im Herbst 2004. Viele ortsansässige Handwerker und Freiwillige unterstützten den Bau finanziell und tatkräftig. |
|                                       | Hartmannsdorf-Reichenau                  | Koordinaten fehlen! Hilf mit.                                                                  |              | |
|                                       | Heidenau                                 | Auf dem Markt und im Foyer des Pestalozzi-Gymnasiums                                           |              | Die Pyramide auf dem Markt wird vom Bauamt der Stadt aufgestellt und betreut. Sie besteht aus einem einfachen Drehteller, um die Stäbe sind vier große als rote Kerzen gestaltete Leuchter positioniert. Das Kunstwerk in der Schule ist nicht näher beschrieben, siehe Pestalozzi-Gymnasium in Heidenau. |
| Ortspyramide Hermsdorf                | Hermsdorf/Erzgeb.                        | Hauptstraße Ecke Zum Stützpunkt 50° 45′ 47,47″ N, 13° 37′ 41,44″ O                             | 1992         | |
| Ortspyramide Herzogswalde             | Herzogswalde (Wilsdruff)                 | An der Feuerwehr 51° 0′ 43,83″ N, 13° 29′ 41,2″ O                                              | 2005         | Pyramidenhaus in Form einer Kirche, deren Turm als dreistufige Pyramide gestaltet ist. Auf der unteren Etage befinden sich die Heilige Familie und Nutztiere. Die mittlere Etage ist mit einem Engel, einem Kamel und den Weisen aus dem Morgenland bestückt. Auf der obersten Etage dreht eine Kurrende ihre Runden. |
|                                       | Hinterhermsdorf (Sebnitz)                | Dorfplatz am Brunnen 50° 55′ 31,31″ N, 13° 21′ 35,44″ O                                        | 2011         | Drei Meter hohes Pyramidenhaus, geschaffen vom örtlichen Heimatverein auf Anregung des Kunstschmieds Armin Richter mit Unterstützung des ortsansässigen Betriebs Stahl- und Anlagenbau GmbH. Die Pyramide dreht sich bis in die Abendstunden und über einen Bewegungsmelder beginnt beim Herantreten des Betrachters ein Weihnachtslied. Auf der unteren Etage sind u. a. Weihnachtsmann, Mönch und Skifahrer zu sehen, darüber drehen Bauer, Jäger, Kahnfahrer und Wilddieb ihre Runden. Die Figuren sind mit handgestrickter individueller Kleidung versehen. |
| Ortspyramide Höckendorf (Klingenberg) | Höckendorf (Klingenberg)                 | vor dem Hotel „Gasthof zum Erbgericht“ 50° 55′ 32,42″ N, 13° 35′ 21,27″ O                      |              | Ganz unten auf der dreietagigen Pyramide ist eine Bergparade symbolisiert, auf der zweiten Ebene befinden sich typische Berufe des Ortes (Lehrer, Bäcker) und ganz oben thronen vier Kurrende. Unterhalb der Bergleute weisen mehrere Schildchen auf konkrete Gruben um Höckendorf herum hin („Tiefster Schacht der Gegend Edle Krone“, Richtschacht 255 m Teufe; „Edle Krone Fundgrub“ Kunst- und Kehrrad zur Wasserholung) |
|                                       | Hohnstein                                | Koordinaten fehlen! Hilf mit.                                                                  |              | |
| Ortspyramide Kipsdorf                 | Kipsdorf (Altenberg)                     | Tellkoppenstraße Ecke Otto-Schmidt-Straße 50° 48′ 14,38″ N, 13° 40′ 31,82″ O                   | vor 2013     | [ 21 ] |
| Ortspyramide Kleinnaundorf (Freital)  | Kleinnaundorf (Freital)                  | Festplatz Kleinnaundorf 50° 59′ 46,24″ N, 13° 41′ 23,84″ O                                     |              | Pyramide mit drei Etagen. Auf der unteren Etage befinden sich typisch erzgebirgische Figuren (Bergmann und Engel, Schneemann, Weihnachtsmann, Waldarbeiter, Räuchermännchen), darüber befindet sich ein Zug der Windbergbahn, welche in Kleinnaundorf einen Haltepunkt hatte. Auf der obersten Ebene dreht sich eine Kurrende. |
|                                       | Klingenberg                              | Koordinaten fehlen! Hilf mit.                                                                  |              | |
|                                       | Königstein (Sächsische Schweiz)          | auf der Festung 50° 55′ 8,63″ N, 14° 3′ 25,03″ O                                               |              | Die Pyramide besteht aus drei Etagen, hat 8 Flügel und ist ca. 5 Meter hoch. Auf der untere Etage befinden sich Figuren aus der Bibelgeschichte, die farbig lackiert sind. In der zweiten Etage drehen sich zwei Hirten mit ihren Schafen. Auf dem obersten Teller bilden 8 weiß angemalte Engel einen Chor. Sie wird während der Adventszeit aufgestellt. |
|                                       | Kreischa                                 | Koordinaten fehlen! Hilf mit.                                                                  |              | |
| Ortspyramide Kurort Hartha            | Kurort Hartha (Tharandt)                 | Kurplatz 50° 58′ 48,47″ N, 13° 32′ 34,77″ O                                                    | 1996         | Die Weihnachtspyramide wurde 2013 auf Initiative von Ortschaftsrat Rainer Grahl umfassend erneuert und instand gesetzt, dazu gehörten Beleuchtung, Antrieb und Anstrich. Da sie stets nur zur Weihnachtszeit aufgestellt wird, befindet sich in Tharandt unter anderem eine Unterstellmöglichkeit für die Pyramide. |
|                                       | Leubnitz-Neuostra, Ortsteil von Dresden  |                                                                                                |              | Wie aus einer Meldung zur Gründung eines Landesvereins Sächsischer Heimatschutz hervorgeht, gibt es in diesem Ort eine Pyramide, die jährlich öffentlich angeschoben wird. |
|                                       | Liebstadt                                | Koordinaten fehlen! Hilf mit.                                                                  |              | |
|                                       | Löwenhain (Altenberg)                    | Koordinaten fehlen! Hilf mit.                                                                  | 2008         | Vieretagige, holzfarbene Stufenpyramide. Erbauer ist Roland Aehnelt. |
|                                       | Lohmen                                   | Koordinaten fehlen! Hilf mit.                                                                  |              | |
| Ortspyramide Luchau                   | Luchau, Ortsteil von Glashütte (Sachsen) | vor der alten Schule                                                                           | vor 2011     | Eine zweietagige Stabpyramide mit gedrechselten Figuren, unten vier Nachtwächter, darüber zwei Hirten. |
|                                       | Müglitztal                               | Koordinaten fehlen! Hilf mit.                                                                  |              | |
|                                       | Neustadt in Sachsen                      | Koordinaten fehlen! Hilf mit.                                                                  |              | |
|                                       | Oelsa (Rabenau)                          | Feuerwehrplatz 50° 56′ 58,16″ N, 13° 40′ 1,2″ O                                                | 2004         | Pyramide mit vier Etagen. Auf dem unteren Stockwerk befinden sich Figuren aus dem Dorfleben von Oelsa. Auf der zweiten Etage befinden sich die Figuren der biblischen Weihnachtsgeschichte. Die dritte Etage ist mit Figuren aus der erzgebirgischen Volkskunst bestückt und auf der obersten Etage befinden sich Engel. |
|                                       | Pesterwitz (Freital)                     |                                                                                                | [ 31 ] [ 7 ] | |
|                                       | Pirna                                    | Dohnaischer Platz Lage                                                                         | 2009         | Die Pyramide entstand nach Ideen der BID – Initiative Breite Straße e. V., an der Finanzierung und Verwirklichung wirkten zahlreiche Sponsoren aus der Straße und die Stadtverwaltung Pirna mit. Gefertigt wurde die 6,5 Meter hohe, dreietagige Stabpyramide im erzgebirgischen Pfaffroda. Das Kunstwerk mit 12 Flügeln wird zur Adventszeit auf dem Platz vor dem Rathaus aufgestellt. Sie ist als typische Stabpyramide mit 6 schrägen lasierten Holzstützen konstruiert und verfügt über drei Etagen und 15 gedrechselte Figuren. Die unterste Etage zeigt typische Handwerkerberufe Schuster, Wagner, Hufschmied, Fleischhauer und Stollenbäcker, auch Volkskunstarbeiten (Schnitzen, Klöppeln). Außerdem sind die Maler Canaletto und Theophilus Jacobäer (Apotheker und Schutzpatron von Pirna) porträtiert. Darüber gibt es Weihnachtsszenen mit Weihnachtsmann, Schneemann, Wichtel, in der dritten Etage sind Kurrende zu sehen. Am 26. November 2009 wurde die Pyramide erstmals feierlich angeschoben. Im ersten Jahr zerstörten fünf Jugendliche eine Figur der Pyramide, im Jahr 2013 wollten andere die elektrogetriebene Anlage anhalten, was ihnen dank der Aufmerksamkeit von Einwohnern nicht gelungen war. |
|                                       | Pirna                                    | Alter Markt                                                                                    | 1997         | Die Stadt erhielt aus ihrer Partnerstadt Solingen eine weitere Pyramide als Geschenk. Sie wird wie andernorts auch jeweils am 1. Advent feierlich angeschoben. |
| Ortspyramide Possendorf               | Possendorf (Bannewitz)                   | Buswendeplatz an der Hauptstraße 50° 58′ 5,98″ N, 13° 42′ 45,99″ O                             |              | Viereckige Grundform mit neun Flügeln und fünf Etagen: Handwerker, Bergleute, Sänger, Blechbläser, Glocken; an jeder Ecke mit einer Kerze versehen |
| Ortspyramide Pretzschendorf           | Pretzschendorf (Klingenberg)             | Platz der Jugend 50° 52′ 20,38″ N, 13° 31′ 35,66″ O                                            | 2003         | Fünfetagige, 5,1 m hohe Stabpyramide. Joachim Fuhrmann und Steffen Mende bauten die Anlage, gesponsert wurde der Bau durch alle zum Zeitpunkt der Einweihung ortsansässigen Gewerbetreibenden. Von den insgesamt 38 Figuren symbolisieren 18 speziell die jeweiligen Handwerker und Dienstleister des Ortes. |
|                                       | Rabenau                                  | Koordinaten fehlen! Hilf mit.                                                                  |              | In Rabenau und seinen Ortsteilen gibt es einige Weihnachtspyramiden, die nach überlieferter Tradition jährlich angeschoben werden. |
|                                       | Rathmannsdorf                            | Koordinaten fehlen! Hilf mit.                                                                  |              | |
|                                       | Reinhardtsdorf-Schöna                    | Koordinaten fehlen! Hilf mit.                                                                  |              | |
|                                       | Rosenthal-Bielatal                       | Koordinaten fehlen! Hilf mit.                                                                  |              | |
| Ortspyramide Röthenbach               | Röthenbach (Klingenberg)                 | Bergstraße Ecke Hartmannsdorfer Straße (Bushaltestelle) 50° 51′ 12,36″ N, 13° 33′ 44,3″ O      | 2002         | Fünfetagige, 4,95 Meter hohe Stockwerkspyramide mit insgesamt 28 Figuren der Weihnachtsgeschichte, Kurrende, Bergmänner, Handwerker und Engel. |
|                                       | Rugiswalde (Neustadt in Sachsen)         | Koordinaten fehlen! Hilf mit.                                                                  |              | Zweietagige Stabpyramide mit 6 Drehflügeln, auf dem unteren Teller Handwerker und ein Schneemann, auf dem oberen (wahrscheinlich) die Kirche des Ortsteils. Bemerkenswert sind acht als Kerzen gestaltete Lichtträger, die mit rotem Lack umhüllt sind. |
|                                       | Schmiedeberg (Dippoldiswalde)            | eh. Postplatz, vor dem Schulmuseum 50° 50′ 14,52″ N, 13° 40′ 31,65″ O                          | 2010         | Um den Bau zu planen und zu finanzieren, hatte sich im Jahr 2010 eine Interessengemeinschaft Pyramide gegründet. Die etwa 6 Meter hohe Pyramide mit acht Flügeln und fünf Etagen steht ganzjährig in der Ortsmitte nahe der Trinitatiskirche. Zum Schutz vor Witterung befinden sich die geschnitzten naturholzbelassenen Figuren hinter Glas. Sie stellen Szenen der Ortsgeschichte dar wie Bergleute unter Tage und über Tage, Waldarbeit, Familienfreuden. Der Holzbildhauer G. Weichelt und Mitglieder der Schmiedeberger Schnitzergruppe schufen die Figuren. Die eigens gegründete Arbeitsgruppe Pyramide betreut das Kunstwerk. Ein holzverkleideter Sockel verbirgt die elektrische Antriebstechnik. Der Beginn der Adventszeit wird mit einem Pyramidenanschub gefeiert. Im Jahr 2014 erfolgte ein Austausch von Figuren auf der unteren Etage – dort platzierten die Betreuer Szenen aus der biblischen Weihnachtsgeschichte. Im Folgejahr musste ein durch Sturm beschädigter Pyramidenflügel ersetzt werden. |
|                                       | Sebnitz                                  | Koordinaten fehlen! Hilf mit.                                                                  |              | Einstufige Stabpyramide, vom Sebnitzer Alfred Hoffmann erbaut. Diese bereichert neben den bekannten Sebnitzer Schattenspielen das vorweihnachtliche Ambiente im Ort. |
| Ortspyramide Seyde                    | Seyde (Hermsdorf/Erzgeb.)                | Vor Bergstraße 23 50° 45′ 53,22″ N, 13° 39′ 43,69″ O                                           |              | [ 47 ] |
| Ortspyramide Spechtritz               | Spechtritz (Rabenau)                     | Am Berg 3 50° 57′ 5,24″ N, 13° 38′ 17,92″ O                                                    | 1998         | Die Pyramide ist mittig in einen überdimensionalen Schwibbogen eingebaut, der sich in drei Etagen gliedert. Neben dem Bogen stehen auf einer Seite ein Bergmann mit Leuchter, auf der anderen Seite ein Engel mit Leuchter. Die Pyramide im Zentralteil besteht aus drei Etagen, auf denen sich auf dem untersten Teller die Figuren der biblischen Christgeburt, in der Mitte erzgebirgische Figuren und auf dem obersten Teller eine Kurrende befindet. Im Schwibbogenteil befinden sich auf der untersten Ebene Fahrzeuge der Forstwirtschaft und ein Zug der Weißeritztalbahn. Auf der mittleren und oberen Ebene des Schwibbogens stehen Figuren mit regionaltypischen Berufen und ein Räuchermann, ein Nussknacker, ein Schneemann und ein Pflaumentoffel. |
|                                       | Stadt Wehlen                             | Koordinaten fehlen! Hilf mit.                                                                  |              | |
|                                       | Stolpen                                  | Koordinaten fehlen! Hilf mit.                                                                  |              | |
|                                       | Struppen                                 | Koordinaten fehlen! Hilf mit.                                                                  |              | |
| Ortspyramide Tharandt                 | Tharandt                                 | neben der Postmeilensäule auf dem Marktplatz 50° 59′ 1,21″ N, 13° 34′ 51,29″ O                 | um 2012      | Die Pyramide besteht aus drei Etagen, sechs Streben und 20 Flügeln. Sie ist 6,6 Meter hoch und 3,5 Meter breit. Die Figuren der untersten Ebene nehmen Bezug auf die Besiedlung Tharandts, auf der Ebene darüber stehen Vertreter der Forst- und Waldwirtschaft, u. a. Heinrich Cotta. Die Figuren der obersten Etage haben einen Bezug zur Köhlerei, die aufgrund des nahen Tharandter Walds in der Gegend betrieben wurde. |
| Ortspyramide Wilsdruff                | Wilsdruff                                | auf dem Marktplatz 51° 3′ 6,17″ N, 13° 32′ 13,76″ O                                            |              | Vierstufige Pyramide mit Plexiglasverkleidung. Auf der unteren Etage befinden sich Vertreter ortstypischer Berufe, darüber dreht sich eine Kapelle. Die dritte Etage ist mit der Heiligen Familie und die oberste Etage mit einer Kurrende bestückt. |
|                                       | Wünschendorf (Dürrröhrsdorf-Dittersbach) | auf einem zentral gelegenen Ortsplatz                                                          |              | Die Holzpyramide mit quadratischer Grundfläche besteht aus drei Etagen, auf die zwölf Schnitzfiguren verteilt sind: ein Engel, Bergleute mit Kerzen, Musikanten, ein Jäger, ein Pilzsammler, ein Nussknacker. |

## Außerhalb des Erzgebirges

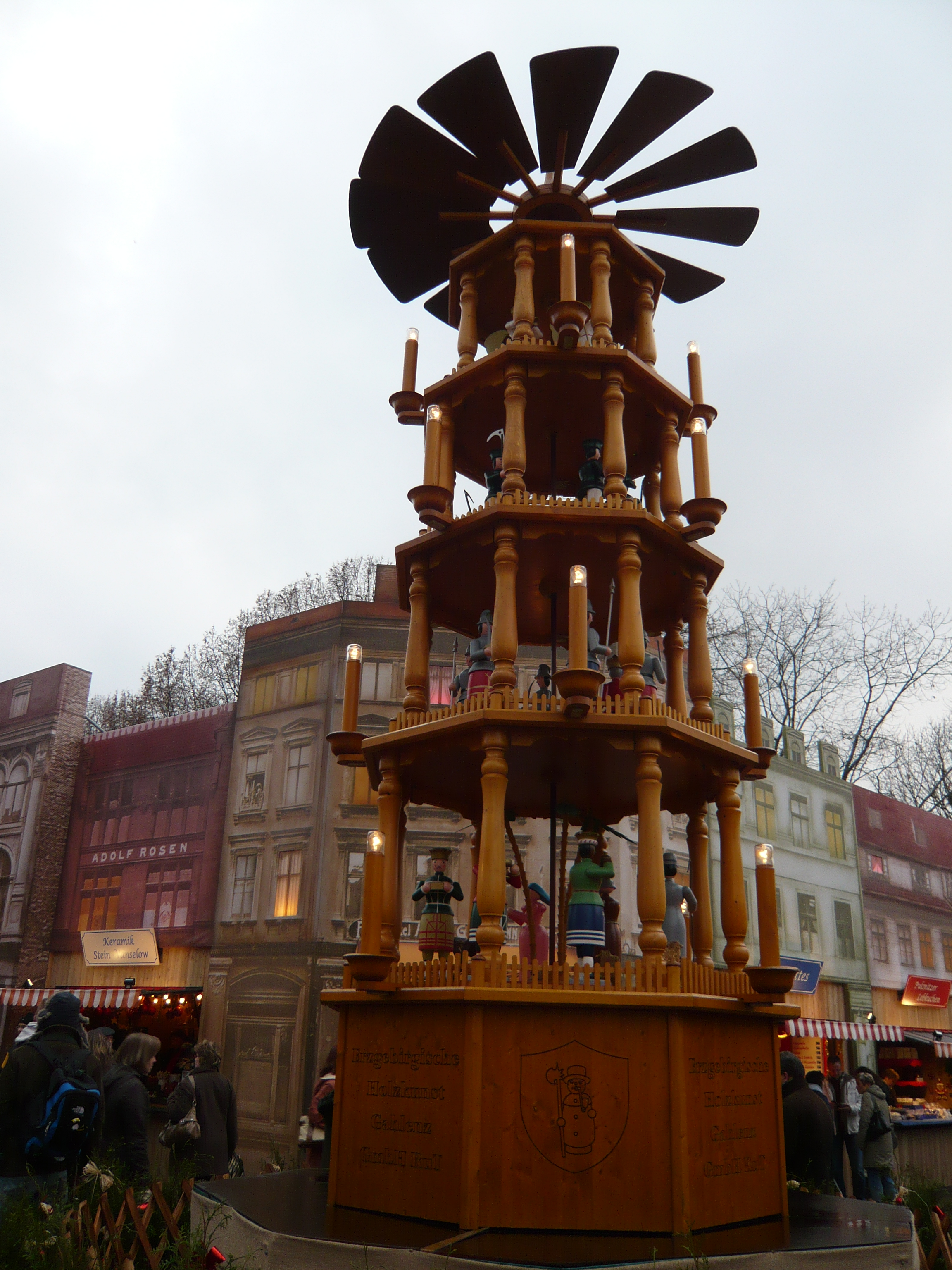
Pyramide auf dem Weihnachtsmarkt in Berlin vor dem Roten Rathaus Jahr 2008

Außerhalb des Erzgebirges gibt es ebenfalls die Tradition der Ortspyramiden, beispielsweise auf dem Striezelmarkt in Dresden, die als „größte erzgebirgische Stufen-Pyramide der Welt“ bezeichnet wird (sie ist 14,62 m hoch und im Guinness-Buch der Rekorde eingetragen) (51° 3′ 0,51″ N, 13° 44′ 17,12″ O) Weitere Freiluftpyramiden in Dresden stehen in der Adventszeit auf dem Wasaplatz im Stadtteil Strehlen und auf dem Weihnachtsmarkt vor der Frauenkirche. Auch in anderen sächsischen Orten (beispielsweise Eppendorf, Landkreis Mittelsachsen und Holzhau) sind die Schmuckstücke im Einsatz. Sogar in Potsdam auf der Weihnachtsmeile (Brandenburger Straße), in Bad Schmiedeberg vor dem Kurhaus oder auf dem zentralen Berliner Weihnachtsmarkt vor dem Roten Rathaus werden Pyramiden nach erzgebirgischem Vorbild aufgestellt.
Selbst in westlichen Bundesländern ist die Tradition der Ortspyramiden mittlerweile eingezogen: In Refrath (Stadtbezirk von Bergisch Gladbach) steht seit 2006 ein zwölf Meter hohes Drehwerk auf dem Peter-Bürling-Platz, das von den Bewohnern und Besuchern gut angenommen wurde. Der Refrather Willi Leffelsend, Betreiber des hiesigen Weihnachtsmarktes, ließ diese Pyramide im Jahr 2007 nach einem Vorbild aus Hannover herstellen. Auf drei Etagen sind lebensgroße Figuren aus der biblischen Weihnachtsgeschichte platziert, allerdings haben die privaten Betreiber finanzielle Probleme. In der Partnerstadt von Bad Lauchstädt, in Haan, dreht sich zur Adventszeit auf dem Neuen Markt seit dem Jahr 2000 ebenfalls eine Peremett, die in Bad Lauchstädt gefertigt worden war.